# BYD M6
BYD M6 — семиместный минивэн, выпускавшийся китайской компанией BYD с 2010 по 2017 год. Вытеснен с конвейера моделью BYD Song Max. При разработке дизайна компания опиралась на Toyota Previa/Estima.

## История
BYD M6 официально был представлен в 2010 году на Пекинском автосалоне. Автомобиль оснащался двумя двигателями: 2,0-литровым BYD483QB мощностью 138 л. с. при 6000 об/мин и крутящим моментом 186 Н⋅м при 4000—4500 об/мин или же 2,4-литровым BYD488QA на базе Mitsubishi 4G69 мощностью 162 л. с. при 5000—6000 об/мин и крутящим моментом 220 Н⋅м при 3500—4500 об/мин. 
В 2013 году автомобиль прошёл рестайлинг. Модель выпускалась в комплектациях Comfort, Luxury и Premium. 
В 2017 году автомобиль был снят с производства.  

## Технические характеристики
|                            | 2.0                        | 2.4                             | 2.4                        |
| -------------------------- | -------------------------- | ------------------------------- | -------------------------- |
| Годы производства          | 2010—2017                  | 2010—2017                       | 2010—2017                  |
| Тип                        | Бензиновый двигатель       | Бензиновый двигатель            | Бензиновый двигатель       |
| Конфигурация               | R4                         | R4                              | R4                         |
| Объём                      | 1991 см³                   | 2378 см³                        | 2378 см³                   |
| Мощность при об/мин        | 103 кВт (140 л. с.) / 6000 | 118 кВт (160 л. с.) / 4000—4500 | 123 кВт (167 л. с.) / 6000 |
| Крутящий момент при об/мин | 123 Н⋅м / 3600             | 215 Н⋅м / 3500—4500             | 234 Н⋅м / 4000             |
| Привод                     | Передний                   | Передний                        | Передний                   |
| Трансмиссия                | 5-скор. МКПП               | 6-скор. АКПП                    | 6-скор. АКПП               |
| Максимальная скорость      | 180 км/ч                   | 185 км/ч                        | 180 км/ч                   |
| Разгон до 100 км/ч         | 18,0 сек.                  | 15,0 сек.                       |                            |
| Расход топлива (л/100 км)  | 8,9 л                      | 10,6 л                          | 9,6 л                      |
| Объём бака                 | 65 л                       | 65 л                            | 65 л                       |

## Галерея
- Вид спереди
- Вид сзади
- Фейслифтинг передней части
- Фейслифтинг задней части